# Naissance en 1892
Naissance
- 1888
- 1889
- 1890
- 1891
- 1892
- 1893
- 1894
- 1895
- 1896

Cette page dresse une liste de personnalités nées au cours de l'année 1892. 

La liste des naissances est présentée dans l'ordre chronologique.

La liste des personnes référencées dans Wikipédia est disponible dans la page de la Catégorie: Naissance en 1892
- 5 janvier : Agnès von Kurowsky, Infirmière de la Croix-Rouge américaine, américaine († 25 septembre 1984).
- 18 janvier : Oliver Hardy, acteur américain († 7 août 1957).
- 29 janvier : Ernst Lubitsch, réalisateur américano-allemand († 30 novembre 1947).
- 31 janvier : Eddie Cantor, acteur américain († 10 octobre 1964).
- 8 avril : Mary Pickford, actrice américaine († 29 mai 1979).
- 22 avril : P. C. Chang, universitaire chinois († 9 juillet 1957).
- 31 mai : Liane Zimbler, architecte d'intérieur américaine († 11 novembre 1987).
- 13 juin : Basil Rathbone, acteur américain († 21 juillet 1987).
- 11 juillet : Thomas Mitchell, acteur américain († 21 décembre 1962).
- 29 juillet : William Powell, acteur américain († 5 mars 1984).
- 29 octobre : Helen Kendall (1892-1985), infirmière militaire canadienne († 4 décembre 1985) .
- 2 novembre : Alice Brady, actrice britannique († 28 octobre 1939).
- 9 novembre : Mabel Normand, actrice américaine († 23 février 1930).
- 24 décembre : Ruth Chatterton, actrice américaine († 24 novembre 1961).